# Haardtrand (Vogelschutzgebiet)
Das Vogelschutzgebiet Haardtrand in Rheinland-Pfalz ist Teil des europäischen Schutzgebietsnetzes Natura 2000.

## Ausdehnung
Die Fläche des Vogelschutzgebiets ist nicht zusammenhängend und umfasst mehrere Teilgebiete. Sie erstreckt sich über die Gemarkungen von Bad Dürkheim, Deidesheim, Forst an der Weinstraße, Freinsheim, Grünstadt, Hettenleidelheim und Wachenheim an der Weinstraße (alle Landkreis Bad Dürkheim), Annweiler am Trifels, Edenkoben und Maikammer (alle Landkreis Südliche Weinstraße), Heßheim, Lambsheim, Maxdorf (alle Rhein-Pfalz-Kreis) sowie der kreisfreien Stadt Neustadt an der Weinstraße. Insgesamt ist das Vogelschutzgebiet 14.728 Hektar groß.

## Landschaftscharakteristik
Das Areal des Vogelschutzgebiets erstreckt sich über die drei landschaftsökologischen Einheiten Pfälzerwald, den namensgebenden Haardtrand und die Rheinniederung. Der Pfälzerwald ist mit Nadel- und Laubbäumen bestanden; bei dem östlich liegenden Offenland handelt es sich um Weinberge und Sandgebiete mit lokal obstbaulicher Nutzung. Außerdem gibt es örtlich Mager- und Feuchtwiesen, beispielsweise im Dürkheimer Bruch.

## Schutzziele
Zweck des Vogelschutzgebiets ist ein guter Erhaltungszustand der Zielvogelarten. Maßnahmen wie die Erhaltung oder Wiederherstellung von Sonderkulturen wie Streuobstwiesen oder Magerrasen im Offenland und Förderung von lichten Laub- und Kiefernwäldern sowie Eichen- und Buchenwäldern im Bereich des Pfälzerwalds sollen dies begünstigen. Zu den Zielvogelarten zählen:
| - Grauspecht (Picus canus) - Heidelerche (Lullula arborea) - Mittelspecht (Dendrocopos medius) - Neuntöter (Lanius collurio) - Raufußkauz (Aegolius funereus) - Schwarzspecht (Dryocopus martius) - Steinschmätzer (Oenanthe oenanthe) - Uhu (Bubo bubo) | - Wachtelkönig (Crex crex) - Wanderfalke (Falco peregrinus) - Wendehals (Jynx torquilla) - Wespenbussard (Pernis apivorus) - Wiedehopf (Upupa epops) - Zaunammer (Emberiza cirlus) - Ziegenmelker (Caprimulgus europaeus) - Zippammer (Emberiza cia) |